# Exeter, New South Wales
Exeter är en ort i Australien. Den ligger i kommunen Wingecarribee och delstaten New South Wales, i den sydöstra delen av landet, omkring 120 kilometer sydväst om delstatshuvudstaden Sydney. Antalet invånare är 960.
Närmaste större samhälle är Moss Vale, nära Exeter.
I omgivningarna runt Exeter växer huvudsakligen savannskog. Runt Exeter är det glesbefolkat, med 15 invånare per kvadratkilometer. Genomsnittlig årsnederbörd är 1 238 millimeter. Den regnigaste månaden är februari, med i genomsnitt 210 mm nederbörd, och den torraste är juli, med 35 mm nederbörd.